# مصطفى بيومي
مصطفى بيومي (2 فبراير 2025)، كاتب وروائي مصري. 
وُلد في محافظة المنيا، وحصل على بكالوريوس في الصحافة من كلية الإعلام بجامعة القاهرة في مايو 1980، وحصل على ماجستير الصحافة عن رسالة «الكتابات الصحفية ليحيى حقي وقضايا التغير الاجتماعي في مصر»، وعلى شهادة الدكتوراه من كلية التربية بجامعة المنيا، في 1984، شارك كتاباته في عدد من الصحف والمجلات والدوريات المصرية والعربية منها: الآداب، وأدب ونقد، وإبداع، وفصول، والقاهرة، والهلال، وأخبار الأدب، وروز اليوسف، وصباح الخير، والمصور، والكواكب، والناقد.

## مؤلفات

### روايات
- الصورة، الهيئة العامة لقصور الثقافة، سلسلة أصوات أدبية، 1995.
- لمحات من حياة المواطن م.ب، الهيئة المصرية العامة للكتاب، 1996.
- أحلام سرية، دار الأحمدي، 1998.
- السيد الأستاذ الدكتور العميد، دار الهدى، 2003.[2]
- لعبة الحب، روايات الهلال، 2008.
- أمير المؤمنين، دار كنوز، 2012.
- يوم، مركز إنسان للدراسات والنشر والتوزيع، 2013.
- إنسان، دار كنوز، 2014.

### نقد أدبي
- عصير الشخصية المصرية.. قراءة في رباعيات صلاح جاهين، الهيئة العامة لقصور الثقافة، 1996.
- معجم أسماء قصص يوسف الشاروني، مركز الحضارة العربية، 1999.[3]
- الفلاح والسلطة في أدب يوسف القعيد، دار الهلال، 2000.[4]
- الفلاح ومؤسسات السلطة في أدب يوسف القعيد، دار الهدى للنشر والتوزيع، 2000.[5]
- السادات في الرواية العربية، دار فرحة، 2002.
- الوظيفة الاجتماعية للماء في الأدب المصري، مصر المحروسة، 2003.
- أم كلثوم في الأدب المصري، دار الهدى، 2003.
- كشف الأقنعة.. صنع الله إبراهيم وهؤلاء، دار العالم الثالث، 2003.
- صنع الله إبراهيم شاهدًا ومشاهدًا، دار الهدى، 2004.
- سعد زغلول في الأدب المصري، كتاب الهلالي، 2004.
- الملك فاروق في الأدب المصري، دار شرقيات، 2006.
- الشذوذ الجنسي في الأدب المصري، نون للنشر والتوزيع، 2009.
- النبي محمد في الأدب المصري، كتاب اليوم، 2010.
- الثورة والجنس والغناء – قراءة في روايات عمرو عبد السميع، الدار المصرية اللبنانية، 2011.[6]
- دراسات في قصص يوسف الشاروني، 2012.[7]
- دراسات في أدب يوسف الشاروني، المجلس الأعلى للثقافة، 2013.[8]
- ظاهرة الحجاب.. قراءة في الرواية المصرية، دار كنوز، 2013.
- وطنيون.. وطائفيون "شخصيات مسيحية في الأدب المصري"، دار كتب خانة، 2014.[9]

### نجيب محفوظ- نقد أدبي
- صورة الموظف في روايات نجيب محفوظ، مكتبة السلام، المنيا، طبعة محدودة، 1990.
- الرؤية الوفدية في أدب نجيب محفوظ، مكتبة السلام، المنيا، طبعة محدودة، 1991.
- الفكاهة عند نجيب محفوظ، دار لونجمان، 1994.[10]
- معجم أعلام نجيب محفوظ، مطابع الأهرام، 1998.
- أستاذ الجامعة في عالم نجيب محفوظ، دار الهدى، 2001.[11]
- السينما في عالم نجيب محفوظ، مكتبة الإسكندرية، 2002.
- أمريكا في عالم نجيب محفوظ، طبعة محدودة، 2002.
- الكلب في عالم نجيب محفوظ، طبعة محدودة، 2002.
- نجيب محفوظ والإخوان المسلمين، كتاب اليوم، 2005.

### وصف مصر في أدب نجيب محفوظ
سلسلة «وصف مصر في أدب نجيب محفوظ»:
- وصف مصر في أدب نجيب محفوظ: الملوك والزعماء والرؤساء.
- وصف مصر في أدب نجيب محفوظ: تعدد الزوجات.
- القرآن الكريم في أدب نجيب محفوظ: دراسة معجمية تحليلية، دار الاحمدي للنشر، 1999.[12]
- وصف مصر في أدب نجيب محفوظ: الدعارة والعاهرات.
- وصف مصر في أدب نجيب محفوظ: المسيحية والمسيحيون.
- وصف مصر في أدب نجيب محفوظ: ثورة يوليو.

### رواد الاستثمار
سلسلة «رواد الاستثمار»، عن مركز إعداد القادة في وزارة الاستثمار، في الفترة من 2008 إلى 2010.
- محمد أحمد فرغلي: ملك القطن
- أحمد عبود: الاقتصادي العصامي
- فاطمة اليوسف: الريادة والإرادة
- عبد اللطيف أبو رجيلة: امبراطور الأتوبيس
- آسيا داغر: صانعة البهجة
- محمد فوزي: المجد والدموع، 2009.[13]
- سيد جلال: ابن البلد
- سيد ياسين: عاشق النجاح
- انطون سيدهم: مواطن محترم
- محمود أبو الفتوح: الصحافة والوطن
- سمعان صيد ناوي: المصري الشامي

### أخرى
- الحياة الجميلة، (كتاب للأطفال) الهيئة المصرية العامة للكتاب، 1993.
- الفلاح والسلطة في السينما المصرية، دار الهدى، 2002.
- حقوق الإنسان والثقافة العربية، مركز الأهرام للترجمة والنشر، 2010.
- محمود محي الدين «نظرة إلي الغد»، دار مصر المحروسة، 2011.[14]
- إعرف (مصطلحات وكلمات متداولة لها أبعاد سياسية وفكرية) «دراسة تحليلية في مضمون الكلمات»، دار كنوز، 2012.[15]
- «معجم شخصيات علاء الديب»، مؤسسة إنسان للدراسات والنشر، 2020.
- الإخوان المسلمون والسينما «قراءة في خطاب مجلة الدعوة»، الدعوة الإسلامية، مركز إنسان للدراسات والنشر والتوزيع، 2020.[16]
- لذة القتل، رياضة الألعاب القتاليّة، مركز إنسان للدراسات والنشر والتوزيع، 2020، 295.[17]
- إنسان، جسم الإنسان، مركز إنسان للدراسات والنشر والتوزيع، 2020.[18]
- أمير المؤمنين علي بن أبي طالب، مركز إنسان للدراسات والنشر والتوزيع، 2020.[19]
- أكاذيب صغيرة، مركز إنسان للدراسات والنشر والتوزيع، 2020.[20]
- كرة القدم في السينما المصرية، علم المصريات، مركز إنسان للدراسات والنشر والتوزيع، 2020.[21]
- كرة القدم في الأدب المصري «شهادة سياسية واجتماعية»، علم المصريات، مركز إنسان للدراسات والنشر والتوزيع، 2020.[22]
- عباقرة الظل «وجوه سينمائية»، الأدب السينمائي مترجم، مركز إنسان للدراسات والنشر والتوزيع، 2020.[23]
- مئة بيت من الشعر العربي القديم «عصير الحب والموت والحكمة»، الأدب العربي القديم، مركز إنسان للدراسات والنشر والتوزيع، 2021.[24]

## جوائز
أهم الجوائز:
- الجائزة الأولى في المسابقة القومية عن أدب نجيب محفوظ: الرؤية الوفدية في أدب نجيب محفوظ.[25]
- جائزة سعاد الصباح في الرواية: لمحات من حياة المواطن م ب.[26]
- جائزة أخبار اليوم في الرواية: نقطة بعيدة في القلب.
- سبع جوائز من الهيئة العامة لقصور الثقافة في الرواية والنقد الأدبي ومسرحية الفصل الواحد.
- جائزة سوزان مبارك في أدب الطفل.